# Пјан ди Венано (Модена)
Пјан ди Венано је насеље у Италији у округу Модена, региону Емилија-Ромања.
Према процени из 2011. у насељу је живело 22 становника. Насеље се налази на надморској висини од 942 м.